# Setaria congolensis
Setaria congolensis (Syn. Setaria bernhardi Ralliet & Henry, 1911) ist ein bei Wildschweinen in Afrika vorkommender Parasit, der die Peritoneal- oder die Brusthöhle besiedelt. Adulte Männchen sind bis zu 8 cm lang, Weibchen 11 bis 14 cm lang. Sie sind von weißlicher Farbe und dünn fadenförmig. Der Schwanz der Männchen hat drei vor dem Anus gelegene (präanale) und vier hinter dem Anus (postanale) lokalisierte Paare von Papillen. Das rechte Spiculum ist dornenartig, das linke lang und geißelartig.
Weibchen geben die 200 µm bis 250 µm lange Larve 1 (Mikrofilarie) ab, welche in den Blutkreislauf eintritt und von als Zwischenwirt dienenden Stechmücken beim Saugen aufgenommen wird. Im Insekt findet die Entwicklung bis zum dritten Larvenstadium statt, welches bei einem erneuten Saugakt wieder auf Schweine übertragen wird.